# Барригада
Барригада (англ. Barrigada, чамор. Barigåda) — деревня и муниципалитет на острове Гуам. Расположен к югу от международного аэропорта Гуама в центральной части острова. Здесь в Тияне находится бывшая база ВМС США «Агана».

## История
С 2 по 4 августа 1944 года Корпус морской пехоты Соединенных Штатов вступил в бой с войсками Японской империи на нынешних высотах Барригада во время битвы за Гуам, за год до окончания Второй мировой войны. Когда японская линия обороны была прорвана, американские войска преследовали их на севере, одержав победу в освободительной операции.
В последние годы три основных шоссе в Барригаде были переименованы в честь Вооруженных сил США. Автомагистраль № 8 обозначен как мемориальное шоссе Пурпурного сердца., автомагистраль № 10 обозначен как Шоссе ветеранов Вьетнама; а автомагистраль № 16 обозначен как Арми-драйв.

## Правительственные учреждения

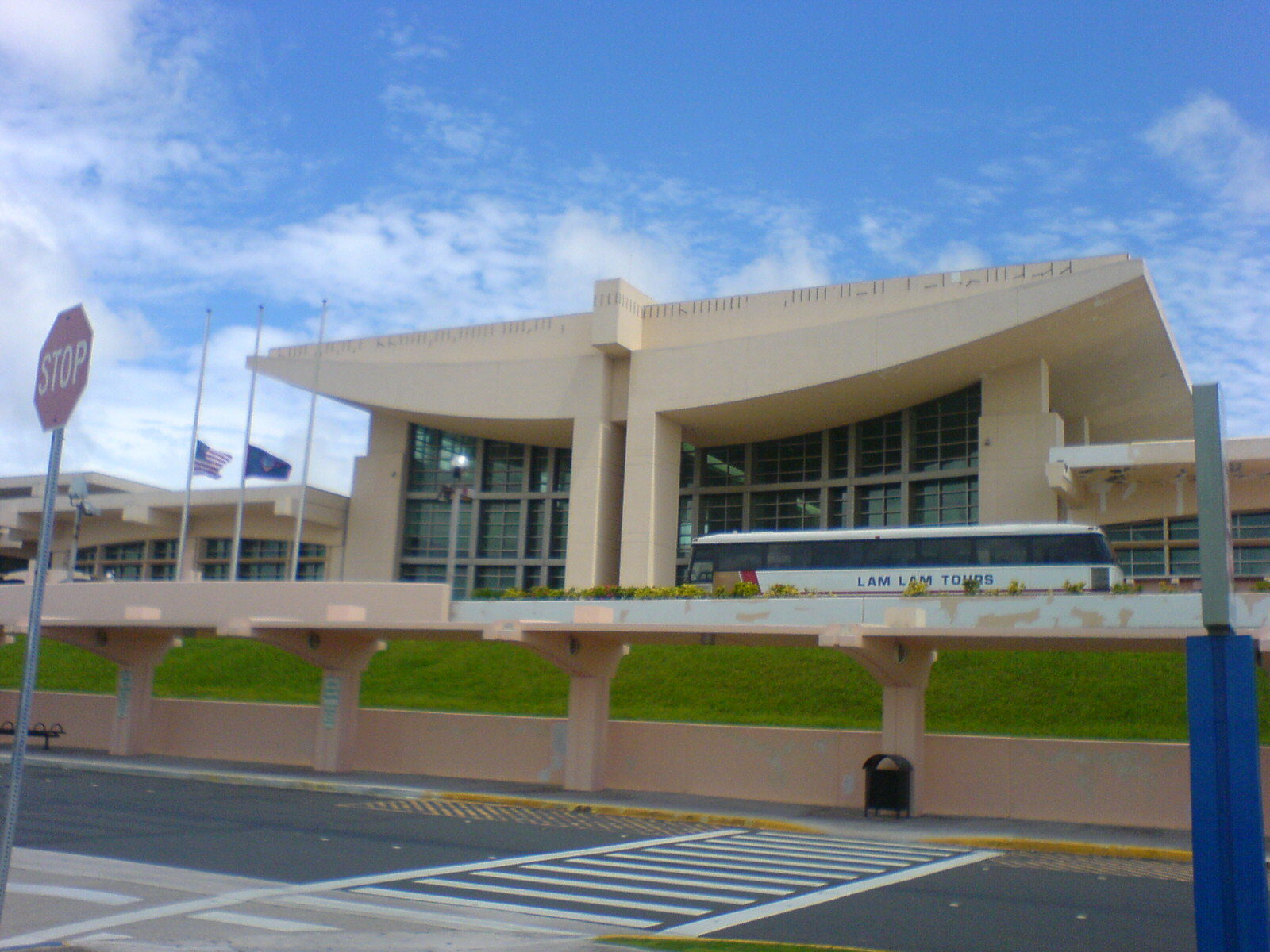
международного аэропорта Гуама в Барригаде

### Правительство Гуама
В главном пассажирском терминале международного аэропорта Антонио Б. Вон Пата в Барригаде находятся офисы Управления международного аэропорта Гуама.
Офисы A.B. Администрация международного аэропорта Вон Пат (GIAA; Chamorro: Aturidat Puetton Batkon Airen Guahan Entenasionat) расположена в главном пассажирском терминале на территории аэропорта.
В Барригаде расположены административный штаб и операционное здание Агентства по охране окружающей среды Гуама и Департамент полиции Гуама.

### Федеральное правительство США
Почтовая служба США управляет почтовым отделением Барригада, которое является главным почтовым отделением Гуама.
Здесь в Тияне также расположены Федеральное управление гражданской авиации управляет центром управления воздушным движением Гуама и Национальная служба погоды

## Демография
Население Барригады по переписи 2010 года составляет 8 875 человек.